# 남정판
남정판(南廷判, 1941년 ~ 2004년 11월 12일)은 대한민국의 기자, 언론인 출신 정치인이다. 제6대 공보처 차관을 역임했다. 기자시절부터 야당 지도자이던 김영삼대통령과 인연을 맺었다가 5공때 청와대 정무비서관으로 관계에 입문해서도 창구 역할을 해왔다. 경남 밀양 출신.
1980년 KBS 정치부 기자로 있을 때, 친김영삼 성향이라는 이유로 해직당했다. 그후 제5공화국의 청와대에 들어가 대통령비서실과 총리실, 청와대 정무비서실 등에서 근무했다. 그러나 상도동 가신들과 절친한 사이였다 한다.

## 경력
- 경상남도 밀양군 단장면 안법 출신
- 경남고등학교 졸업[2]
- 성균관대 약학과
- 신아일보 기자
- KBS 방송 기자
- 매일신문 정치부 기자
- 1980년 KBS 정치부 기자시절 친김영삼 성향을 보여 해직당했다.[3]
- 한국언론연구원 차장[2]
- 대통령비서실 정무비서관
- 국무총리실 공보비서관
- 국무총리실 정무비서관
- 청와대 정무비서실 행정관
- 국무총리실 공보비서관
- 국무총리실 정무비서관
- 1990년 3당 합당후 청와대 비서관으로 YS 대세론 확산을 거들었다.[3]
- 1993년 12월 28일 ~ , 민주평화통일자문회의(평통) 사무국 사무차장[4]
- 1995년 12월 24일 ~ 1997년 3월 5일, 국가안전기획부장 언론공보 특별보좌관
- 1997년 3월 6일 ~ 1998년 2월 24일, 공보처 차관
- 1998년 9월 25일[5] ~ , 한국자유총연맹 사무총장

## 가족
- 부인 : 안말임
  - 딸 : 남수영
  - 딸 : 남상선
  - 딸 : 남재선
  - 아들 : 남지완

## 기타
기자시절 김영삼 대통령과 가깝게 지냈다는 이유로 80년초 해직됐으나 5공중반 청와대에 들어가 대야창구역을 주로 맡아온 특이한 경력의 「범상도동계」인물로 분류된다. 그는 김영삼의 경남고 후배이기도 하다.

## 같이 보기
- KBS
- 신아일보
- 매일신문
- 전두환
- 김영삼
- 청와대